# Soberanía de datos
La soberanía de datos (del inglés: data sovereignty) describe la capacidad de disposición de datos. Es un concepto legal que describe las directrices para el manejo de datos digitales, cuyo propósito es regular los gobiernos y las empresas que tienen acceso a estos datos. El concepto de soberanía de los datos está estrechamente relacionado con la seguridad de los datos, la computación en la nube, la soberanía de la red y la soberanía tecnológica. A diferencia de la soberanía tecnológica, que está vagamente definida y puede utilizarse como un término general en la elaboración de políticas[cita requerida], la soberanía de los datos se refiere específicamente a cuestiones relacionadas con los propios datos[cita requerida]. La soberanía de los datos, como la idea de que los datos están sujetos a las leyes y a las estructuras de gobernanza dentro de una nación, suele debatirse de dos maneras: en relación con los grupos indígenas y la autonomía indígena de los estados poscoloniales o en relación con el flujo de datos transnacional. Con el auge de la computación en nube, muchos países han aprobado diversas leyes en torno al control y el almacenamiento de datos, que reflejan todas las medidas de soberanía de datos[cita requerida]. Más de 100 países cuentan con algún tipo de ley de soberanía de datos. Con la auto-identidad soberana (SSI), los titulares de la identidad individual pueden crear y controlar totalmente sus credenciales, aunque una nación puede seguir emitiendo una identidad digital en ese paradigma.

## Historia
Las revelaciones de Snowden sobre el programa PRISM de la Agencia de Seguridad Nacional (NSA) sirvieron de catalizador para los debates sobre la soberanía de los datos a nivel mundial. Se reveló que Estados Unidos estaba recopilando grandes cantidades de datos no solo de ciudadanos estadounidenses, sino de todo el mundo. El programa estaba diseñado para "recibir" correos electrónicos, vídeos, fotos, llamadas de voz y vídeo, datos de redes sociales, inicios de sesión y otros datos en poder de una serie de empresas estadounidenses de Internet", como las tecnológicas estadounidenses Facebook, Apple, Google y Twitter, entre otras. A raíz de las revelaciones, los países se preocuparon cada vez más por quién podía acceder a su información nacional y sus posibles repercusiones. Sus preocupaciones se agravaron aún más debido a la Ley Patriótica de Estados Unidos. En virtud de esta ley, los funcionarios estadounidenses tenían acceso a cualquier información que se encontrara físicamente en Estados Unidos (como las torres de servidores), independientemente del origen de la información. Esto significaba que cualquier información recopilada por un servidor estadounidense no tendría ninguna protección frente al gobierno de Estados Unidos.
Otro caso que puso la soberanía de datos en las noticias fue un caso entre la empresa estadounidense Microsoft y el gobierno de Estados Unidos. En 2013, el Departamento de Justicia (DoJ) exigió a Microsoft acceso a los correos electrónicos "relacionados con un caso de narcóticos desde una cuenta de Hotmail alojada en Irlanda". Microsoft no aceptó la petición, afirmando que esta transferencia supondría que la empresa infringiera las leyes de localización y protección de datos en la UE. La sentencia inicial fue favorable al gobierno de EE. UU., y James Francis concluyó que las empresas estadounidenses "deben entregar información privada cuando se les notifica una orden de registro válida de las fuerzas de seguridad de EE.UU.". Microsoft solicitó una apelación y acudió de nuevo a los tribunales en 2016 con el caso Microsoft contra Estados Unidos. John Frank, el vicepresidente de Asuntos Gubernamentales de la Unión Europea en Microsoft, declaró en una entrada de blog de 2016 que un tribunal de apelación de los estados unidos falló a favor de Microsoft, apoyando la idea de que "las órdenes de registro de Estados Unidos no alcanzan los datos de nuestros clientes almacenados en el extranjero". El 23 de octubre de 2017, la empresa Microsoft dijo que retiraría la demanda como resultado de un cambio de política del Departamento de Justicia (DoJ) que representaba "la mayor parte de lo que Microsoft estaba pidiendo."

## Contexto indígena
Actualmente se está debatiendo la soberanía de los datos de los pueblos indígenas de Canadá, Nueva Zelanda, Australia y Estados Unidos. Los pueblos indígenas de los países nombrados y los activistas consideran que la soberanía de los datos es una pieza clave de las estructuras de autogobierno y un pilar importante para la soberanía de los pueblos indígenas en su conjunto. La descolonización de los datos es vista por los activistas como una forma de dar poder a los pueblos indígenas para "determinar quién debe ser contado entre ellos" y también permitiría reflejar de mejor mejor los "intereses, valores y prioridades de los pueblos indígenas"[cita requerida]. Los académicos también sostienen que, al tener el poder o la soberanía sobre sus propios datos, los pueblos indígenas podrían decidir qué datos pueden publicarse y cuáles no, una decisión que suele tomar el gobierno de los colonos.
En Nueva Zelanda, Te Mana Raraunga, una red que defiende la soberanía de datos maorí, creó una carta para destacar y aclarar cómo sería la soberanía de datos maorí. Algunas de las respectivas peticiones de la carta eran "valorar tanto los derechos como los intereses de los maoríes en relación con sus propios datos", "abogar por la participación maorí en la gobernanza de los repositorios de datos" y "apoyar el desarrollo de infraestructuras de datos y sistemas de seguridad maoríes".
En Canadá, Gwen Phillips, de la nación Ktunaxa de la Columbia Británica, ha apelado por la soberanía de los datos del pueblo Ktunaxa y también por otros caminos hacia el autogobierno de la comunidad

## Medidas nacionales de soberanía de datos
Canadá ha promulgado varias medidas de soberanía de datos, principalmente sobre el almacenamiento de datos canadienses en servidores canadienses. Como parte de la estrategia de TI de Canadá para los años 2016-2020, se debatieron medidas para la localización de datos como forma de defender y proteger la privacidad de los ciudadanos. Al utilizar servidores ubicados en Canadá para almacenar y guardar los datos, en lugar de servidores estadounidenses, se evitaría que los datos canadienses estuvieran sujetos a la Ley Patriota de EE. UU. En 2017, se descubrió que los Servicios Compartidos de Canadá y el Establecimiento de Seguridad de las Comunicaciones estaban "explorando opciones para el almacenamiento de datos sensibles en servidores con sede en Estados Unidos" con Microsoft".
También en 2016, el Parlamento de la Unión Europea aprobó e implementó sus propias medidas de soberanía de datos dentro de un Reglamento General de Protección de Datos (RGPD). Este paquete normativo homogeneiza la política de protección de datos para todos los Estados miembros de la Unión Europea. También incluye una adenda que establece la jurisdicción extraterritorial para que sus normativas se extiendan a cualquier entidad controladora o procesadora de datos cuyos sujetos sean ciudadanos de la Unión Europea, independientemente de la ubicación en el que se lleva a cabo el procesamiento. Esto obliga a las empresas con sede extraterritorial a revaluar sus políticas de sitio y alinearlas con la legislación de otro país. El RGPD también sustituye de hecho a la Directiva de Protección de Datos europea de 1995[cita requerida], que establecía la libre circulación de datos personales entre los demás Estados en la Unión Europea. De esta manera se logró garantizar la interoperabilidad de dichos datos entre casi treinta países.

## Crítica
Una crítica común a la soberanía de los datos planteada por los actores corporativos es que impide y tiene el potencial de destruir los procesos en la computación en nube. Dado que el almacenamiento en la nube no se concentra en un solo lugar y diseminado en diversos lugares en un momento dado, se argumenta que la gobernanza de la computación en nube es difícil bajo las leyes de soberanía de datos Los datos almacenados en la nube pueden ser, por ejemplo, ilegales en algunas jurisdicciones pero legales en otras.
Según la economista y politóloga Susan Ariel Aaronson, fundadora y directora del Centro de Comercio Digital y Gobernanza de Datos de la Universidad George Washington, "algunos gobiernos intentan regular el uso comercial de los datos personales sin promulgar normas claras que regulen el uso en el sector público... El acaparamiento de datos por parte de naciones o empresas puede reducir la generatividad de los datos y los beneficios públicos del análisis de los mismos."